# Edelweiss Rodriguez
Edelweiss Rodriguez (ur. 26 czerwca 1911 w Rimini, zm. 22 lutego 1962 tamże) – włoski bokser, brązowy medalista mistrzostw Europy z roku 1930, olimpijczyk z Los Angeles (1932).

## Kariera
W półfinale mistrzostw Europy 1930 Rodriguez przegrał z reprezentantem Węgier Jánosem Szélesem. W walce o brązowy medal pokonał Szweda Lennarta Bohmana. W 1932 reprezentował Włochy na Igrzyskach Olimpijskich w Los Angeles. Rodriguez w eliminacjach kategorii muszej pokonał na punkty Filipińczyka Johna Graya. Odpadł w ćwierćfinale, przegrywając z późniejszym zwycięzcą Istvánem Énekesem.